# Ружомберок
Ру́жомберок (словац. Ružomberok, нем. Rosenberg, Ро́зенберг, венг. Rózsahegy, Ро́жахедь, пол. Rużomberk, Ружо́мберк) — город в северной Словакии, расположенный на слиянии рек Ваг и Ревуца у подножья Велькой Фатры и Низких Татр. 
Население города — около 27 тысяч человек.

## История

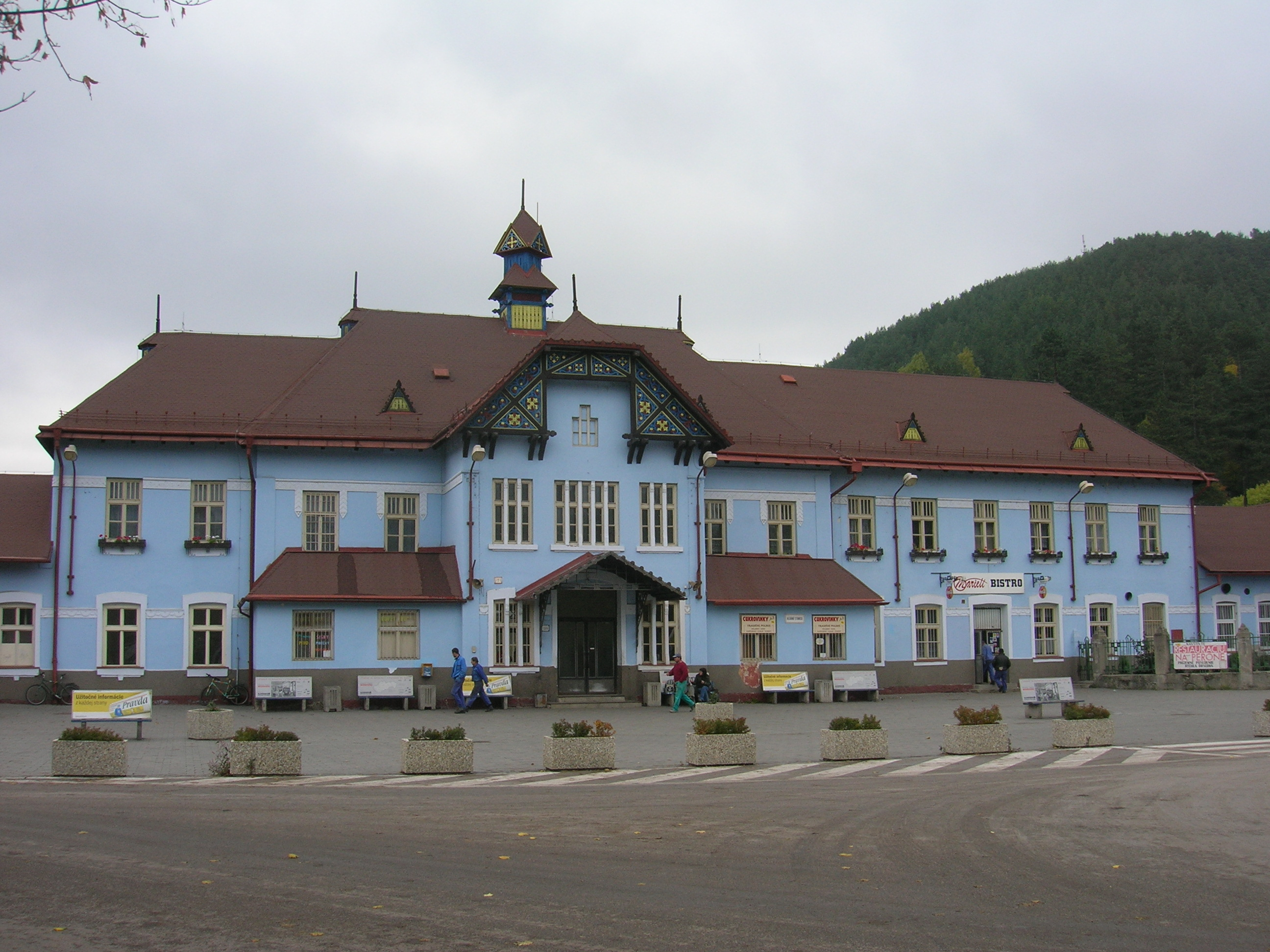
Ружомберок, вокзал

Ружомберок впервые упоминается в 1233 году. Городские права получил в 1318. В XVI веке в Ружомберке возникает известная лютеранская школа для детей шляхты, в 1729 возникает католическая школа такого типа, в которой учились многие известные люди Словакии, например, Антон Бернолак.
В 2000 году основан Католический университет в Ружомберке.
В XIX веке Ружомберок был важным центром рабочего и марксистского движения в Чехословакии.
Во времена социализма здесь находилась советская воинская часть, входившая в состав Центральной Группы Войск. (168 гвардейский мотострелковый полк 30 гвардейской мотострелковой дивизии)
В настоящее время Ружомберок — важный промышленный центр северной Словакии.

## Население
| Год:                | 1994   | 2004    | 2014    | 2024    |
| ------------------- | ------ | ------- | ------- | ------- |
| Количество человек: | 30 660 | 30 058  | 27 551  | 26 384  |
| Разница:            |        | −1,96 % | −8,34 % | −4,23 % |

## Достопримечательности
- Готико-ренессансный ансамбль площади Андрея Глинки
- Музей под открытым небом Влколинец
- Синагога (отреставрирована в 2014 г.)

## Известные уроженцы
- Душан Маковицкий (словацк. Dušan Makovický; 1866 — 1921) — словацкий врач, писатель, переводчик, общественный деятель. Врач семьи русского писателя Л. Н. Толстого и яснополянских крестьян.
- Петер Лорре (1904—1964) — австрийский и американский актёр театра и кино, режиссёр, сценарист.
- Прухова, Власта (1926—2006) — чешская джазовая певица.
- Сидор, Карол (1901—1953) — словацкий общественно-политический и дипломатический деятель, журналист, публицист и писатель.
- Борис Лукашик (чеш. Boris Lukášik), баскетболист, в составе сборной Чехословакии трёхкратный медалист чемпионатов Европы.
- Феликс, Йозеф (1913—1977) — словацкий и чехословацкий литературовед, переводчик.
- Фулла, Людовит (1902—1980) — словацкий живописец, иллюстратор, график, сценограф, педагог. Народный художник ЧССР.
- Андрей Глинка (1864 —1938) — словацкий католический священник и политик клерикально-националистического толка.